# Brochothrix campestris
Brochothrix campestris  è una specie di batterio appartenente alla famiglia delle Listeriaceae.